# Ramalina sharpii
Ramalina sharpii är en lavart som beskrevs av Rundel. Ramalina sharpii ingår i släktet Ramalina och familjen Ramalinaceae.   Inga underarter finns listade i Catalogue of Life.